# 戦場のヴァルキュリア
『戦場のヴァルキュリア』（せんじょうのヴァルキュリア）は、セガより2008年4月24日に発売されたPlayStation 3用ゲームソフト、およびそれを主体とした漫画やアニメーション。略称は戦ヴァル。北米版タイトルは"Valkyria Chronicles"（ヴァルキュリア・クロニクルズ）。
シミュレーションRPGにアクションゲームの要素を加えた戦闘システムと、個性的なキャラクターによる戦場での人間ドラマを特徴とした戦場のヴァルキュリアシリーズの第1作目。ストーリーは帝国と連邦という2つの強力な勢力に挟まれた、架空の1930年代のヨーロッパの小国・ガリア公国を舞台にしており、「現代では失われつつある人と人の絆」がメインテーマ。ガリアの陸軍小隊を操作して帝国軍を撃退するのがプレイヤーの役割である。
ファミ通の読者アンケートではThe best strategy RPG for the PS3に認定されている。
北米SEGAからMicrosoft Windows（Steam）向けに移植され2014年11月11日に発売された。日本は発売対象に含まれておらず、英語版の移植で日本語は吹き替えのみサポートしている。
2016年2月10日にPlayStation 4で『戦場のヴァルキュリア リマスター』（せんじょうのヴァルキュリア リマスター）として発売された。追加コンテンツも収録され、トロフィーにも対応。『蒼き革命のヴァルキュリア』の体験版ダウンロード用コードも付属する。
2018年9月27日にはNintendo Switchで『戦場のヴァルキュリア for Nintendo Switch』が発売予定。追加コンテンツも収録され、同日発売予定のNintendo Switch版『戦場のヴァルキュリア4』には本作の割引価格購入券ダウンロード番号が初回特典として封入される。

## ゲーム内容
勝利条件と敗北条件の決められた戦闘パートをこなしシナリオを進めていくSRPGである。戦闘は銃撃が基本であり、戦闘はSRPGでありながら移動や銃撃時はTPSアクションゲーム風に進行する「BLiTZ」というシステムに則って行われる。
プレイヤーは俯瞰視点でマップを見下ろすコマンドモードで行動するユニットを決定、アクションモードにて実際に選択したユニットを操作して敵を索敵し、敵の位置を把握して行動するのが基本となる。また、回数の許す限り同じユニットを繰り返し行動させられるので、敵ユニットを倒しそこなっても再度選択することで追加攻撃・離脱までが可能である。ただし、再選択を繰り返すと一度に移動できる距離は減る。また戦闘中はユニットとして登場するキャラクターが様々なポテンシャルを発揮し、一定の確率でステータスの向上や体力回復、弾薬の補給などが起きる。
味方ユニットのHPが0の状態で敵ユニットに接触されたり、規定ターンが経過したりすると、そのユニットは死亡状態となり、死亡したサブキャラクターはその後のミッションで使用することはできない。救出するにはHP0になってから死亡するまでの間に味方ユニットで触れる必要がある。
ゲームは『ガリア戦線記』という本を読み進める形で進行し、この状態はブックモードと呼ばれる。ガリア戦線記の物語は本章といくつかの断章で成り立っており、それぞれの章でストーリーを見てミッションをクリアし次に進むと言う形式をとる。本編はクリアしていくことで次のものが自動的に現れるが、断章を見るためにはゲーム中で得た資金を使って購入する必要がある。本の体裁をとっているため、過去のイベントシーンも簡単に見ることができるようになっている。
本章と断章の他に兵士のレベルアップや装備の開発を行う「訓練開発」、フリーモードとして「遊撃戦闘」、登場人物について記された「人物総覧」、物語に登場する事物について記した「博物総覧」、登場する兵器について記した「兵器総覧」などのタグがストーリーの進行とともに増えていき、利用することができるようになる。2周目のプレイでは遊撃戦闘に新たなステージの追加や難易度HARDの追加といった要素がある。
また、ストーリーが進むと姫に謁見できるようになり、下賜によって褒章武器が貰えることがある。
ゲームの1周目を全てクリアして、クリアデータをロードすることで2周目がプレイ可能になっており、2周目では1周目からの引き継ぎや新たな要素がある。

### ユニット
ユニットは兵科によって役割で分けられており、原則として歩兵（偵察兵、突撃兵、支援兵、狙撃兵）、対戦車兵、戦車の3すくみとなっている。戦車は歩兵に強いが対戦車兵を苦手としており、対戦車兵は戦車に有効な攻撃ができるが歩兵には弱く、歩兵は対戦車兵を一方的に攻撃できるが戦車にはほとんど攻撃が通用しない。戦車は高い防御力と攻撃力を誇るが背面のラジエーター部分が弱点となっており、そこを戦車砲や対戦車槍の直撃を受けるとほぼ一撃で破壊されてしまう。また、対戦車兵を含む歩兵ユニットと違い各ターンごとの自動回復がない。
2輌の戦車や歩兵が持つ装備と被服を強化したい場合は、戦闘や遊撃戦闘で得た資金を開発に投入する。戦車はそれ自体の性能向上のほか、防御力や命中精度を補ったり、榴弾搭載数を増やす補助パーツの開発もあり、総量に収まる範囲内でパーツを装着できる。戦車のパーツや歩兵の火器は開発だけでなく、敵から鹵獲することで得ることもある。
偵察兵
非常に高い移動力を持つ。武装は半自動ライフル（ガリアンなど）と手榴弾。クラスアップすると偵察猟兵になり、ライフルグレネードを装備する。本作においては最重要の兵科となっており、特に終盤以降におけるアリシアの移動力と攻撃力はオーダーを利用することで無双状態となる。
突撃兵
移動力は平均的だが、歩兵としては攻撃力と防御力が高い。武装は小型のマシンガン（マグス、T-MAGなど）と手榴弾。クラスアップすると突撃猟兵になり、火炎放射器が使用可能になる。
対戦車兵
高い防御力と体力を持ち、戦車榴弾砲・手榴弾や地雷に高い耐性がある。武装は対戦車槍（ランカー、テイマーなど）。迎撃能力が一切なく、防衛フェースでは他の歩兵には弱い。クラスアップすると対戦車猟兵になり、榴弾砲を装備できるようになる。
支援兵
防御力・体力などは低いが、偵察兵に次ぐ高い移動力を持っており、味方に接近することで消費系の弾薬を自動で補充する。また、地雷の除去、土嚢の修復、バリケードの修理は一回の行動中に何度でも行なえる。武装は偵察兵と同じライフルと手榴弾で、手榴弾は他の兵科より携行数が多い（支援兵は3つ、他の兵科は1つ）。他にも回復量が多いラグナエイド大を持つ唯一の兵科でもある。クラスアップすると支援猟兵になる。
狙撃兵
移動力・防御力・体力などは平均以下であるが、狙撃銃による遠距離から一方的な攻撃が可能。武装はボルトアクション方式のスナイパーライフル（GSRなど）。クラスアップすると狙撃猟兵になり、対戦車ライフル（HARD-EXでのみ入手可能）を装備できるようになる。
戦車
徹甲弾や大型榴弾、迎撃用機銃を持ち、銃撃はほぼ無効である。簡単な障害物を破壊しながら進むことができるが、狭い箇所などに進入できないこともあり、敵軍の拠点占拠も不可能。

## 世界設定
征暦という架空の紀年法が用いられる架空のヨーロッパが舞台で、その中の小国・ガリア公国が物語の中心。征暦はヴァルキュリアと呼ばれる超人的な民族がダルクスと呼ばれる民族を打ち倒したとされる年を紀元としており、純血種が残っていないこともあって作品舞台となる1930年代でヴァルキュリア人は伝説や神話、おとぎ話の存在となっている。その一方で、ダルクス人は被差別民として存在し続けており、作中にも幾人かのダルクス人が登場する。このほか、本作の象徴的に登場する架空の植物としてコナユキソウがある。
この世界ではラグナイトと呼ばれる鉱物資源があらゆるエネルギー資源として使われており、ガリア公国はラグナイトの産出国であることを要因に戦争に巻き込まれている。現実世界と比べて航空戦力の発達が遅れており、戦場でもラグナイトを動力とした戦車が主力である。このほか登場する兵器としてはライフル、突撃銃、火炎放射器、スナイパーライフル、グレネード、ライフルグレネードなどがある。この世界独自の兵器としては対戦車槍と呼ばれるランス状の外観を持つ対戦車砲があり、ゲーム上ではこの対戦車槍を持つ対戦車兵で戦車に対抗する。

## 登場人物
物語は戦争を、戦うためにガリアの義勇軍として編成された小隊を中心に展開する。物語の中心はその小隊の隊長となる主人公のウェルキン・ギュンターとアリシア・メルキオット。ウェルキンが率いる第7小隊にはこのほか、ウェルキンの義理の妹でダルクス人のイサラ、ダルクス人に差別意識のあるロージー、古参ゆえに軍務経験のないウェルキンに懐疑的なラルゴなど元民間人を含む20人（選択可能なサブキャラクターは約50人）がいる。作中では、このサブキャラクター約50人全員に個々の人物像や戦後の暮らしまでこと細かな設定が存在し、また、各キャラクターの入隊・除隊、死亡、被回復・衛生兵要請のセリフまで大量に用意されている。戦場ではウェルキンは戦車長兼砲手を務め、イサラの実父テイマー技師が開発し、ギュンター将軍が使用した戦車エーデルワイス号に搭乗する。
このほか、主にイベントシーンに登場するキャラクターとしては、ウェルキンの上官にあたるエレノア・バーロットや第1小隊の隊長でウェルキンの友人、ファルディオ・ランツァートがいる。対する敵国の東ヨーロッパ帝国連合（通称「帝国」）の総司令官には帝国の準皇太子、マクシミリアンがおり、幕僚にヴァルキュリア人のセルベリア、帝国に併合された小王国出身の将軍イェーガー、帝国至上主義者のグレゴールがおり、第7小隊はこの帝国軍の部隊と戦っていくこととなる。色彩はガリアの軍服が水色ベースなのに対し、帝国側は黒の軍服となっている。

## あらすじ
征暦1935年。専制君主国家・東ヨーロッパ帝国連合（通称「帝国」）と共和制連邦国家・大西洋連邦機構（通称「連邦」）との間に第二次ヨーロッパ大戦が勃発。そして、両国に挟まれた武装中立国である小国・ガリア公国も戦禍に巻き込まれていく。
ガリア公国は燃料や兵器、治療目的で使われる鉱物資源・ラグナイトを豊富に産出するため、連邦との戦争を優位に進めることを目論む帝国に侵攻される事となり、後に「ガリア戦線」と呼ばれる戦いが幕を上げる。武装中立国のガリア公国には『国民皆兵制度』という一種の徴兵制があり、有事の際にはガリアの15歳以上の民間人は必要に応じ「義勇軍」として徴兵される。
本作では、ガリア公国義勇軍第3中隊第7小隊が、軍事侵攻を進める東ヨーロッパ帝国連合の司令官マクシミリアンを打ち倒すまでを描いている。また作中においては、「ガリア戦線記」の著者イレーヌ・コラーによって物語形式で語られている。
序盤
ガリア公国に住む大学生ウェルキン・ギュンターは、故郷ブルールに帰郷した際、自警団をしている町娘アリシア・メルキオットと出会う。そして彼らは、偶発的にブルールで起きた帝国との戦闘に参加したことをきっかけに、自らも義勇軍として戦争へ参加することになる。
ブルールが帝国に占拠され、故郷からの脱出を与儀なくされたウェルキンは、偵察兵となったアリシアと共にこの義勇軍に参加し、義勇軍第3中隊『第7小隊』の小隊長として着任。義妹のイサラが操縦する亡き父が遺した戦車『エーデルワイス号』を駆り、ダルクス人嫌いで姉御肌の突撃兵 ロージー、頼りがいのある豪腕の対戦車兵 ラルゴ、飄々としたダルクス人の戦車兵 ザカといった義勇軍の仲間たちと共に、祖国を守る戦いへと臨んでいく。
第7小隊の中核メンバーであるロージーとラルゴは、実戦経験のない新米隊長のウェルキンと、ダルクス人であるイサラを目の敵にしていた。しかし、ウェルキンの的確な指揮と人柄、戦車の操縦と整備に真摯に向き合うイサラの真摯な態度に、次第に隊員たちの信頼を得ていき、第7小隊は結束して戦果を挙げていく。
中盤
善戦を続ける第7小隊の前に、優れた戦略眼を持ち重戦車を駆るラディ・イェーガー、勝利のためには手段を選ばない帝国至上主義者のベルホルト・グレゴール、そして伝説とされたヴァルキュリア人の末裔で圧倒的な戦闘力を誇るセルベリア・ブレスら、帝国指揮官最精鋭の3将軍『ドライ・シュテルン』が立ちはだかる。
やがて激しい攻防戦の中で、これまで第7小隊を支えてきたイサラが、戦闘後の狙撃により戦死してしまう。悲嘆にくれる彼らに追い討ちをかけるように、帝国の軍事力とヴァルキュリアの力により、しだいにガリア軍は劣勢となっていく。
終盤
そんな中、アリシアが「ヴァルキュリア人の末裔」であることが判明し、ガリアの存続を憂うウェルキンの旧友 ファルディオはアリシアに発砲して瀕死にさせることで、強制的にヴァルキュリアの力を覚醒させる。ヴァルキュリア化したアリシアは、猛威を振るっていたセルベリアを退けるほどの驚異的な力を発揮して、第7小隊に勝利をもたらす。
しかし、セルベリアを拘束してガリア軍が反撃に転じようとした矢先に、マクシミリアンを想うセルベリアは主君の命令に従い、自らの命と引き換えに「ヴァルキュリアの力」を開放して、要塞を占領したガリア中部方面総司令官 ゲオルグ・ダモン率いるガリア軍の大軍もろとも自爆してしまう。
帝国の3将軍を破った第7小隊だったが、セルベリアの自爆により戦力の大半を失ってしまったガリア軍は大きな痛手を負うことになる。帝国・ガリア双方は残された戦力を結集して、最後の戦いに突入していく。
ラスト
残された帝国の総司令官 マクシミリアンは、「陸上戦艦マーモット」でガリア公国の首都ランドグリーズに侵攻。ガリア王族により秘匿されていた「ヴァルキュリアの聖槍」を接収して、それを兵器としてマーモットに装備することで、アリシアのヴァルキュリアの力に対抗しようとする。
マーモットに乗り込んだ第7小隊は、人工的にヴァルキュリアの力を得たマクシミリアンとの最後の決戦に挑む。強大な力を発揮するマクシミリアンであったが、第7小隊は力を合わせて対抗し、ファルディオの犠牲もあって勝利を収めるのであった。
エピローグ
マクシミリアンの戦死により、ガリア公国と帝国は停戦協定を結ぶ。終戦後、第7小隊のメンバー達は各地で活躍していた。小学校の教師になったウェルキンとパン屋を開業したアリシアは結婚、一人娘のイサラと共に幸せに暮らした。

## 開発
本作のプロデューサーを務めた、野中竜太郎とチーフプロデューサーの西野陽によると、構想は発売の4・5年前からあり、元々はPlayStation 2向けの企画であった。その時から既にキャラクター原案の本庄雷太や、音楽を担当した崎元仁とはコンタクトをとっていた。その後、2005年に主要スタッフが集まり、本格的な開発が始まったのは2007年だと野中は語っている。
開発スタッフは「サクラ大戦シリーズ」を制作した旧オーバーワークス。元々この開発チームはストーリー性を持つタイトルを手掛けており、新たに強いドラマ性を持つタイトルを作ろうと考えた結果、人の絆が最も強く描かれる舞台として戦場が選ばれた。しかし、戦争モノに対して苦手意識のあるユーザーにも抵抗がないように舞台背景は架空のヨーロッパとして設定され、作風にはファンタジーの要素が加えられている。
キャラクター原案には本庄雷太が起用されているが、スタッフによるとこれはミリタリー面での機能性を持たせつつ、フィクションとしての嘘も描くことのできる人物を選んだ結果である。レトロ感を出すために作中の軍服は第一次世界大戦時の軍服を参考にデザインがなされている。
グラフィックエンジンには「CANVAS」という水彩画風のイラストが動いているかのような表現方法ができるものを採用している。この「CANVAS」は郭線から色がはみ出たり、遠くにあるものは稜線がかすんだり、輪郭が歪んだりするもので、写実的なCGを用いた作品とはまったく別のテイストを醸し出している。制作途中に新世代ハードのPS3が登場したことにより映像表現力が上がり、「CANVAS」の完成に至った。「CANVAS」を開発したのはセガの画面表現を研究しているチームで、そのチームの研究が本作で使えるのではないかと考えた結果セガ社内で検討され「CANVAS」が採用された。
余談だが、制作チームが同じであるため『エターナルアルカディア』の主人公・ヴァイスとヒロイン・アイカも志願兵（プレイヤーキャラクター）として、ファイナが衛生兵（NPC）として本作に登場（ゲスト出演）している。なおサブキャラクターは本作の声優が兼任しており、ヴァイスの声優も関智一ではなくなっている。
なお、本作の最初のタイトルは『戦場のワルキューレ』であったが、ナムコ（現・バンダイナムコエンターテインメント）がかつて発売していたファミリーコンピュータ用ゲーム『ワルキューレの冒険』が存在していた都合で、変更された経緯がある。

## 音楽
主題歌は、JUJUのどんなに遠くても...。
また、作中では挿入歌としてロージーを演じる豊口めぐみが歌う『受け継がれる想い』（作詞 - 佐藤太平 作曲 - 崎元仁）が流れるほか、JUJUが歌う『どんなに遠くても…』（作詞 - JUN,T 作曲 - 川口大輔 編曲 - CHOKKAKU）が主題歌としてオープニングやエンディングで流れる。
音楽は崎元仁が担当しており、軍隊を連想させるマーチ的なリズムやトランペットのソロを入れつつファンタジー感のある仕上がりとなったと野中は語っている。演奏はエミネンス交響楽団によるフルオーケストラである。

## 販売
2008年の売り上げ数は約15万本に達し、発売から約1年後の2009年3月5日に廉価版(PLAYSTATION 3 the Best)が発売された。廉価版は有料DLCである「イーディ分隊大作戦!」が最初から同梱されている。通常版と異なり、ゲーム中のXMBに対応している。廉価版の売り上げは約8万本に達し、日本国外においては売り上げが400%に達した。

### 日本での広報活動
日本語版公式サイト中のオフィシャルブログ「陣中日誌」ではサブキャラクターのイーディ・ネルソンとホーマー・ピエローニの2人がコント風のブログを手がけており、ダウンロードコンテンツ「イーディ分隊大作戦」ではイーディやホーマーらサブキャラクターを中心とした追加断章の配信もされている。このイーディに限って言えば、俗に言うツンデレキャラクターであったこともあり、全登場人物の中でもセルベリアと並び最高クラスの人気を誇り 50名もいるサブキャラクターの1人でありながらWonderGOO特別予約購入特典のB2型タペストリーにてメインヒロインであるアリシアよりなぜか前に出てポーズを決めるなどスタッフからも愛され、サブキャラクターとしては破格の扱いを受けている。
宣伝の一環として『まいにちいっしょ』のトロ・ステーションとのコラボレーションも行われており、トロやクロもイーディ分隊の隊員に任命された。2周年記念24時間マラソンにもイーディ・ネルソンがゲスト出演し、2008年12月31日にプレゼントされることになったポスターリクエストの二択アンケートにて、アリシアを打ち破り、イーディのポスターが配布された。アリシアのポスターはトロ・ステーション第888回で配布された。

### ダウンロードコンテンツ
PlayStation Storeにて、追加エピソードや遊撃戦闘の最高難易度「HARD-EX」などをダウンロードできる追加コンテンツが配信されている。PS4版『リマスター』では収録される。
遊撃戦闘「HARD-EX」
2008年8月8日配信開始
※プレイするためには本編を一度クリアしている必要がある。
追加エピソード「イーディ分隊大作戦!」
2008年8月8日配信開始
※このエピソードに限りイーディ・ネルソンにボーナスCPが付く。廉価版にはこのエピソードが最初から追加されている。
追加エピソード「撃て、セルベリアと共に」
2008年10月31日配信開始
※帝国側の視点で展開される。ゲームの進行によりストーリーが3つに分岐する。条件を満たすことでヴァルキュリア化したセルベリアを使用できるエクストラMAPが追加される。
追加エピソード「イーディ分隊の挑戦状!」
2009年6月26日配信開始
※突撃兵・狙撃兵・対戦車兵・支援兵・戦車・偵察兵といった6つのステージをチャレンジすることができる。新武器を入手することも可能。

### 続編
本作の発売後、PlayStation Portableにプラットフォームを移して続編の『戦場のヴァルキュリア2』が2010年に、『戦場のヴァルキュリア3』が2011年に発売された。
余談だが本作はE3 2008のSCEAプレスカンファレンスでPSP用タイトルとして発表されるというハプニングがあった。

### 他ゲームでの出演
- PSP「初音ミク -Project DIVA-」でミクのコスチュームにガリア軍の軍服とアリシアのスカーフと、リンのコスチュームにイムカの軍服、レンのコスチュームにクルトの軍服。
- DS「ファンタシースターZERO」の予約特典にセルベリアの槍、条件付で盾。
- PSP「ファンタシースターポータブル2」に条件付きでルームグッズでのエーデルワイス号。
- 3DS「PROJECT X ZONE」に味方として3のクルト、リエラ、イムカ、敵としてセルベリアが登場。
- PS3、PS Vita「電撃文庫 FIGHTING CLIMAX」の家庭版のボスキャラクターとしてセルベリア、そのサポートキャラとしてアリシアが登場。条件を満たせば自キャラとしても使える。
- PC、PS4、Xbox 360「World of Tanks」…主人公の車両と、敵の車両（劇中で名称がない）がそれぞれ"Edelweiss"と"Nameless"として登場。それぞれ日本国籍扱いで、搭乗員は再現されているが、搭乗員の載せ替えが一切できず[24]、付属する搭乗員を他の車両で使うこともできない。

## 評価
日本のゲームメディアからはファミ通クロスレビューでの40点満点中34点、ゴールド殿堂入り を始め、電撃オンラインのユーザーアンケートでは2008年1月から6月の上半期に購入した最も面白かったソフトの項目で『モンスターハンターポータブル 2nd G』、『メタルギアソリッド4』、『スマッシュブラザーズX』といったビッグタイトルに続き4位という評価を得た。映画監督の押井守も本作をプレイしており、「人の死を描いた硬派な作品。王道的アニメの世界であり、『風の谷のナウシカ』の原作版のような印象を持った。」と評価した。
日本国外では、米国IGNで9/10、豪IGNで9.1/10を獲得、「近10年間のセガで、最良のRPGか?」「アニメと水彩画を融合させた美しく特徴的な画風、既存ジャンルに収まらない斬新なスタイルがまさに傑作たる所以である」などと評され、Playstation 3 Strategy Game of 2008を獲得する。

GameFanではGame of the yearに匹敵する最良のPS3タイトルと称され、GameSpotではBest Artistic Graphics of 2008を、
GameSpyではBest Original Soundtrack 2008及びStrategy Game of the Year 2008、VG ChartzではBest Japanese Role-Playing Game 2008とStrategy Game of the Year 2008とBest Game No One Played 2008の3つを獲得する。またGameTrailersではBest Role-Playing Game 2008にノミネートされ、Gaming Targetでは“2008年以後もプレイしているであろう40タイトル”に選ばれる。
各ゲームレビュー雑誌・サイトの評点は　GI；8.5/10、GSpot；8.5/10、GT；9.1/10、GS；8.5/10、XPlay；4/5、GR；87、MC；87、EGM；A-、GameRev；B+ 以上であった。
2010年には「PlayStation 3史上最高のシミュレーションRPG」としてギネス・ワールド・レコーズに認定された。

## メディア展開
発売後メディアミックスを推し進め、コミックやアニメも製作された。物語の大筋は同じだが細部は異なり、それぞれ楽しむことができるようになっている。ゲームではできなかったサブキャラクターにも焦点が当たるように作られている。

### 漫画
『戦場のヴァルキュリア』
作画 - 鬼頭えん。「月刊コンプエース」（角川書店）にて2008年7月号から2010年5月号まで連載。
本編ストーリーに添う形になっているが、細部のエピソードがアレンジされており、アリシアがヴァルキュリアになった戦い以降は大幅に省略されている。最終回は重要なエピローグ部分のみが、回想として纏められている。全4巻。
『戦場のヴァルキュリア -wish your smile-』
作 - 時東穹生。「comic B's-LOG」（エンターブレイン）にて2008年12月号より開始され、途中、Webコミックサイト「コミックビーズログ エアレイド」（エンターブレイン）に移籍して2010年1月8日まで連載。
ゲーム本編には登場しない独自キャラクターの義勇兵を軸に、第7小隊の活躍を描いた作品。1巻巻末には陣中日誌出張版が掲載されている。全2巻

### テレビアニメ
『戦場のヴァルキュリア』（VALKYRIA CHRONICLES）のタイトルで、2009年4月よりTOKYO MXほか独立UHF局を中心に放送された。ハイビジョン制作。全26話。製作はアニプレックス。物語の設定面ではドラマにおけるリアリティを出すため、柔軟に対応している。
DVDには映像特典として、SDキャラとなったメインキャラクターたちの私生活を描くミニアニメ『戦ヴァル劇場』が追加されている。

#### 製作
2008年5月にA-1 Pictures側から連絡が入り、テレビアニメ化の企画が始動した。開発陣も元々メディアミックス化を目指していたが、当初これほど早くテレビアニメ化に向けて動き出すとは予想されておらず、ゲーム版の発売からわずか1か月後に実績を持つA-1 Picturesからの連絡は、驚きと共に迎えられた。
物語の本筋は変わらないが、『ガリア戦線記』とは異なる視点かつテレビアニメ版独自の解釈で進めていくとされ、ゲーム中で十分に描き切れなかった人間性をより掘り下げるエピソードを盛り込みながら、ウェルキンたちの日常や帝国側の新たな一面も描かれており、生活感なども増している。仲間たちやウェルキンとアリシアの絆が結ばれていく過程を表現するため、物語の形成に比重を置く代わりに序盤の戦闘シーンは大幅に削り、一部の主要人物の性格を変更したりオリジナルキャラクターを登場させるなど、端々の設定が変更されている。作品の全体像は、恋愛を45%、戦闘パートを25%、仲間たちとの話を30%程度とし、戦闘中も含めて恋愛の要素は全体的に振り分けている。
ゲーム版と異なりCANVASは使われず、一般的なアニメと同じ手法で制作されている。影の部分にはエフェクト処理による斜線が入るなど、イラスト調のデジタル彩色を施している。絵の線は動かす必要からよりシンプルになったが、キャラクター原案の本庄雷太はインタビューで「線は少なくなっているが、動くとかっこ良い」と評価しており、「自分の絵では線が多すぎるのでアニメには向かない」と謝罪した。これに対し、テレビアニメ版のキャラクターデザインを手がけた渡辺敦子は「本庄の絵で描きたいが、元の絵で動かそうとするとスタッフに死人が出る」と、冗談交じりに返答した。

#### スタッフ
- 原作 - SEGA[41]
- 監督 - 山本靖貴[41]
- シリーズ構成 - 横手美智子[41]
- キャラクターデザイン - 渡辺敦子[41]
- 総作画監督 - 米澤優、中路景子、渡辺敦子
- デザインワークス - 湯川純、狩生豊、佐野誉幸
- 美術監督 - 谷岡善王
- 美術設定 - 塩澤良憲
- 色彩設計 - 中島和子
- 編集 - 坪根健太郎
- CG監督 - 中村友紀、雲藤隆太
- 撮影監督 - 石原浩二
- 音楽 - 崎元仁[41]
- 音響監督 - 長崎行男
- 音響制作 - 青二プロダクション
- プロデューサー - 成毛克憲、藤本昌俊、中山雅弘
- 制作プロデューサー - 落越友則
- アニメーションプロデューサー - 加藤淳
- 制作 - A-1 Pictures[41]
- 製作 - PROJECT VALKYRIA

#### 主題歌
下記のほか、ゲーム版主題歌の『どんなに遠くても...』も挿入歌として使用されている。
オープニングテーマ
「明日へのキズナ」（第1話 - 第13話）
作詞 - こさかなおみ / 作曲 - 小夜 / 編曲 - 常田真太郎 / 歌 - HIMEKA
HIMEKAは第2回全日本アニソングランプリ優勝者で、流暢な日本語と高い歌唱力を持つことで知られるカナダ人女性歌手。本曲がプロデビュー曲となった。
「カナシミレンサ」（第14話 - 第26話）
作詞 - 愛華 / 作曲 - TATTSU / 編曲 - 明石昌夫 / 歌 - MARIA
MARIAにとっては本曲がラストシングルとなった。オープニングアニメーションは梅津泰臣が担当している。

エンディングテーマ
「アノ風ニノッテ」（第1話 - 第13話）
作詞 - Ohyama"B.M.W."Wataru / suzumoku / 作曲 - Ohyama"B.M.W."Wataru / 編曲・歌 - pe'zmoku
「ひとつの願い」（第14話 - 第25話）
作詞 - 東川遥 / 作曲 - 川口大輔 / 編曲 - 西岡和哉 / 歌 - 井上ひかり
第2回全日本アニソングランプリで第2位と審査員特別賞を受賞した井上のプロデビュー曲。井上にとっては声優デビュー作（アイシャ・ノーマン役）でもある。

エンディング挿入歌
「BRIGHTEST MORNING」（第26話）
作詞 - 岡嶋かな多 / 作曲 - 西岡和哉 / 歌 - 井上ひかり with 義勇軍第7小隊

#### 各話リスト
| 話数       | サブタイトル       | 脚本       | 絵コンテ            | 演出              | 作画監督                                                         |
| ---------- | ------------------ | ---------- | ------------------- | ----------------- | ---------------------------------------------------------------- |
| 第一章     | 戦火の出会い       | 横手美智子 | 山本靖貴            | 今井一暁 山本靖貴 | 米澤優                                                           |
| 第二章     | コナユキソウの祈り | 横手美智子 | 高柳佳幸            | 高柳佳幸          | 高木晴美、高柳佳幸                                               |
| 第三章     | 第7小隊誕生        | 大和屋暁   | 森田宏幸            | 久木晃嗣          | 服部聰志、池内直子                                               |
| 第四章     | 束の間の休日       | 下山健人   | 阿保孝雄            | 牧野吉高          | 関口雅浩                                                         |
| 第五章     | クローデン奇襲戦   | 下山健人   | 大久保政雄          | 大久保政雄        | 武本大介                                                         |
| 第六章     | 従軍記者、奮闘す!  | 大和屋暁   | 金﨑貴臣            | 遠藤晋            | 原田幸枝、新島敏史 仁井宏隆、竹内真弓                            |
| 第七章     | ダルクスの災厄     | 横手美智子 | 森田宏幸            | 今井一暁          | 河合拓也                                                         |
| 第八章     | 紐解かれる歴史     | 横手美智子 | 黒柳トシマサ        | 黒柳トシマサ      | 高木晴美、小川エリ                                               |
| 第九章     | 蒼き魔女           | 下山健人   | 金﨑貴臣            | 牧野吉高          | 関口雅浩                                                         |
| 第十章     | 吹雪の夜           | 大和屋暁   | 阿保孝雄            | 古賀一臣          | 野田康行、長谷川友香 米澤優                                      |
| 第十一章   | 招かれざる客達     | 横手美智子 | 大久保富彦          | 大久保富彦        | 徳田夢之介                                                       |
| 第十二章   | さらわれた姫君     | 横手美智子 | 佐藤まさふみ        | 遠藤晋            | 原田幸枝、新島敏史 谷口守泰、仁井宏隆 竹内真弓                   |
| 第十三章   | 戦慄の移動要塞     | 大和屋暁   | 森田宏幸            | 蔵本穂高          | 武本大介、中野彰子                                               |
| 第十四章   | ファウゼンの選択   | 大和屋暁   | 原田浩              | 奥野浩行          | 奥野浩行                                                         |
| 第十五章   | 歌姫の過去         | 下山健人   | 金﨑貴臣            | 今井一暁          | 河合拓也                                                         |
| 第十六章   | 語られなかった想い | 大和屋暁   | 黒柳トシマサ        | 黒柳トシマサ      | 古住千秋、高木晴美                                               |
| 第十七章   | 精霊節の贈り物     | 横手美智子 | 大原実              | 牧野吉高          | 関口雅浩                                                         |
| 第十八章   | 八月の雨           | 横手美智子 | 森田宏幸            | 大久保政雄        | 野田康行                                                         |
| 第十九章   | 涙                 | 大和屋暁   | 大久保富彦          | 大久保富彦        | 徳田夢之介                                                       |
| 第二十章   | 愛しき人           | 下山健人   | 大久保政雄          | 遠藤晋            | 原田幸枝、新島敏史 仁井宏隆、米澤優                              |
| 第二十一章 | はかなき絆         | 下山健人   | 金﨑貴臣            | 奥野浩行          | 奥野浩行                                                         |
| 第二十二章 | とまどい           | 大和屋暁   | 森田宏幸            | 今井一暁          | 河合拓也、中野彰子                                               |
| 第二十三章 | 愛のかたち         | 横手美智子 | 大原実              | ながはまのりひこ  | 武本大介、早川加寿子 米澤優                                      |
| 第二十四章 | 決意               | 大和屋暁   | 黒柳トシマサ        | 黒柳トシマサ      | 古住千秋、高木晴美 小松英司（アクション） 伊藤祐毅（エフェクト） |
| 第二十五章 | 護るべきもの       | 下山健人   | 大久保政雄 稲垣隆行 | 牧野吉高          | 関口雅浩                                                         |
| 最終章     | 決戦               | 横手美智子 | 山本靖貴            | 山本靖貴          | 米澤優、中路景子 渡辺敦子                                        |

#### 映像特典
DVD各巻に収録された、約3分の映像特典。全9話。SDを混ぜつつキャラクターたちの私生活をコミカルに描くミニアニメであり、ほとんどのエピソードでセルベリアがオチに使われている。
| 話数 | サブタイトル                          | 絵コンテ・演出 | 総作画監督 | 作画監督          |
| ---- | ------------------------------------- | -------------- | ---------- | ----------------- |
| 1    | 戦ヴァル劇場 海辺の一日               | 遠藤晋         | -          | 渡辺敦子          |
| 2    | 戦ヴァル劇場 ガリアの夏祭り           | 遠藤晋         | -          | 渡辺敦子          |
| 3    | 戦ヴァル劇場 衝撃!!お宝写真           | 遠藤晋         | 渡辺敦子   | 湯川純            |
| 4    | 戦ヴァル劇場 セルベリアの華麗なる休日 | 遠藤晋         | 渡辺敦子   | 中野彰子          |
| 5    | 戦ヴァル劇場 戦慄のジョーカー         | 遠藤晋         | 渡辺敦子   | 湯川純            |
| 6    | 戦ヴァル劇場 女子風呂はご用心!?       | 高木晴美       | 渡辺敦子   | 高木晴美          |
| 7    | 戦ヴァル劇場 新生!第7小隊             | 遠藤晋         | -          | 渡辺敦子          |
| 8    | 戦ヴァル劇場 コーデリアの秘密         | 黒柳トシマサ   | -          | 渡辺敦子 高木晴美 |
| 9    | 戦ヴァル劇場 永遠を誓って             | 遠藤晋         | -          | 渡辺敦子          |

#### 放送局
| 放送地域   | 放送局            | 放送期間                | 放送日時           | 放送系列             | 備考                            |
| ---------- | ----------------- | ----------------------- | ------------------ | -------------------- | ------------------------------- |
| 千葉県     | チバテレビ        | 2009年4月4日 - 9月26日  | 土曜 25:35 - 26:05 | 独立UHF局            |                                 |
| 神奈川県   | tvk               | 2009年4月4日 - 9月26日  | 土曜 26:30 - 27:00 | 独立UHF局            |                                 |
| 近畿広域圏 | 毎日放送          | 2009年4月4日 - 9月26日  | 土曜 27:28 - 27:58 | TBS系列              | アニメシャワー第4部             |
| 東京都     | TOKYO MX          | 2009年4月6日 - 9月28日  | 月曜 23:00 - 23:30 | 独立UHF局            | 局独自で視聴者プレゼントを実施  |
| 埼玉県     | テレ玉            | 2009年4月6日 - 9月28日  | 月曜 25:00 - 25:30 | 独立UHF局            |                                 |
| 福岡県     | TVQ九州放送       | 2009年4月9日 - 10月1日  | 木曜 26:48 - 27:18 | テレビ東京系列       |                                 |
| 中京広域圏 | 中部日本放送      | 2009年4月10日 - 10月2日 | 金曜 26:25 - 26:55 | TBS系列              |                                 |
| 北海道     | テレビ北海道      | 2009年4月10日 - 10月2日 | 金曜 26:30 - 27:00 | テレビ東京系列       |                                 |
| 日本全域   | BS11              | 2009年4月11日 - 10月3日 | 土曜 23:00 - 23:30 | BSデジタル放送       | 『ANIME+』枠 提供ベース差し替え |
| 日本全域   | アニマックス      | 2009年4月13日 - 10月5日 | 月曜 22:00 - 22:30 | CSチャンネル         | リピート放送有り 『LEVEL 22』枠 |
| 日本全域   | PlayStation Store | 2009年4月15日 - 10月7日 | 水曜 更新          | インターネットテレビ | PS3・PSP向け有料配信            |

### ラジオ

#### 戦場のヴァルキュリア GBS第7小隊分局
アニメイトTV内にてWebラジオとして2009年4月7日から2009年12月8日まで配信された。全18回。また配信に先立ち、番組宣伝用の第0回が3月17日に配信された。隔週火曜日更新。
パーソナリティはウェルキン役の千葉進歩とイーディ役の鹿野優以。ラジオドラマ陣中日誌にホーマー役の庄司宇芽香。
メールが読まれると、ガリア軍の階級が与えられ、採用されるごとに1階級ずつ上がっていく。リスナーの能力（ポテンシャル）自慢コーナー『第7小隊隊員募集』で取り上げられると内容から判定して、合格すると第7小隊の隊員に任命される。まれにマイナスの能力（失敗談）も読まれる。アニメイトTVサイト上ではウェルキンの判定と書かれているが、実際には鹿野優以の独断で決められている。

#### 戦場のラジキュリア
音泉内にてWebラジオとして2013年4月24日から配信。隔週水曜日更新。また、プレ放送の第0回が4月10日に配信された。戦場のヴァルキュリアシリーズ・戦場のヴァルキュリアDUELのイベントやアップデートなどの最新情報及び、オリジナルミニドラマ、パーソナリティのトークで番組を構成。第17回（2013年12月4日配信）より、番組がリニューアル。各当番パーソナリティに焦点を当てたコーナーで番組を構成。2015年3月18日に番組終了。
- パーソナリティ
  - 浅野真澄（イムカ役）
- 当番パーソナリティ（毎回1人ずつ出演）
  - 村川梨衣（ロレッタ役）
  - 磯村知美（リューナ役）
  - 津田美波（マーヤ役）
- インフォメーション担当
  - 佐々木愛（カリサ役）

関連商品
| ラジオCD「戦場のラジキュリア」 | ラジオCD「戦場のラジキュリア」 | ラジオCD「戦場のラジキュリア」 | ラジオCD「戦場のラジキュリア」 | ラジオCD「戦場のラジキュリア」 |
| Vol                            | 発売日                         | DISC1                          | DISC2                          | 規格品番                       |
| ------------------------------ | ------------------------------ | ------------------------------ | ------------------------------ | ------------------------------ |
| 1                              | 2013年8月10日                  | 新規録り下ろし番組             | 通常配信回（#0 ‐ #4）          | HCV-1469                       |

## 関連商品
音楽
テーマソング「どんなに遠くても…」JUJU
2008年4月23日発売 販売 - ソニー・ミュージックアソシエイテッドレコーズ
「戦場のヴァルキュリア」オリジナル・サウンドトラック
2008年5月21日発売 販売 - アニプレックス 2枚組 149分
アニメ主題歌「明日へのキズナ」HIMEKA
2009年5月27日発売 販売 - Sony Music Japan International
第2期アニメ主題歌「カナシミレンサ」MARIA
2009年8月12日
アニメEDテーマ「アノ風ニノッテ」pe'zmoku
2009年5月27日発売 販売 - DefSTAR RECORDS
第2期アニメEDテーマ「ひとつの願い」井上ひかり
2009年8月5日発売 販売-アニプレックス

書籍
戦場のヴァルキュリア 最速ガイドブック
2008年4月24日発売 販売 - エンターブレイン 95ページ ISBN 978-4-75-774239-0
戦場のヴァルキュリア コンプリートガイド
2008年6月26日発売 販売 - エンターブレイン 303ページ ISBN 978-4-75-774304-5
戦場のヴァルキュリア　Development Artworks
2010年1月20日発売 販売 - エンターブレイン 400ページ ISBN 978-4-04-726301-7

ドラマCD
TVアニメーション「戦場のヴァルキュリア」ドラマCD 第一章
2009年7月24日 発売：フロンティアワークス
TVアニメーション「戦場のヴァルキュリア」ドラマCD 第二章
2009年10月7日 発売：フロンティアワークス